# Långstjärtad markblåkråka
Långstjärtad markblåkråka (Uratelornis chimaera) är en fågel i familjen markblåkråkor inom ordningen praktfåglar. Den placeras som enda art i släktet Uratelornis.

## Utbredning, status och hot

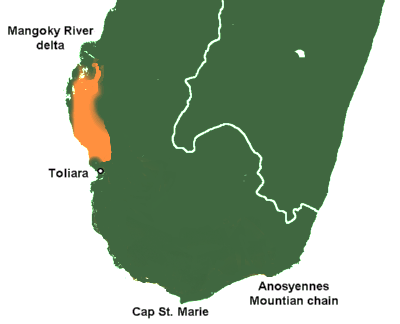
Utbredningen begränsar sig till ett område nära den västra kusten på södra Madagaskar.

Fågelns utbredningsområde är nästan ökenartade områden på sydvästra Madagaskar. IUCN kategoriserar arten som sårbar och den hotas av att dess naturliga livsmiljö genomgår långtgående förändringar. De torra taggbuskskogar som den lever i skyddas inte av Madagaskars politiska ledning, så den miljö som denna fågelart behöver förstörs av svedjebruk, koltillverkning och skogsavverkning. Fågeln utsätts också för direkt jakt av Madagaskars ursprungsbefolkning.

## Levnadssätt
Långstjärtad markblåkråka äter huvudsakligen ryggradslösa djur, bland annat myror, skalbaggar, fjärilar och maskar. Den finner maten genom att söka i djupa multnande lövhögar eller genom att vänta uppmärksamt på ett tillfälle. Dess vingar är ganska svaga, så denna markblåkråka förflyttar sig vanligen genom att springa på marken med sina starka ben.
Den lever monogamt och försvarar ett revir under häckningssäsången från oktober till februari. Den gräver en tunnel i sand. I tunnelns ände gör den en utvidgad kammare där den bygger själva fågelboet av löv och jordiga pellets. I boet läggs två till fyra ägg. Efter att ungarna blivit flygga fortsätter de att leva tillsammans med sina föräldrar till nästa februari, då de sprider sig vida omkring i busklandskapet.

## Bildgalleri

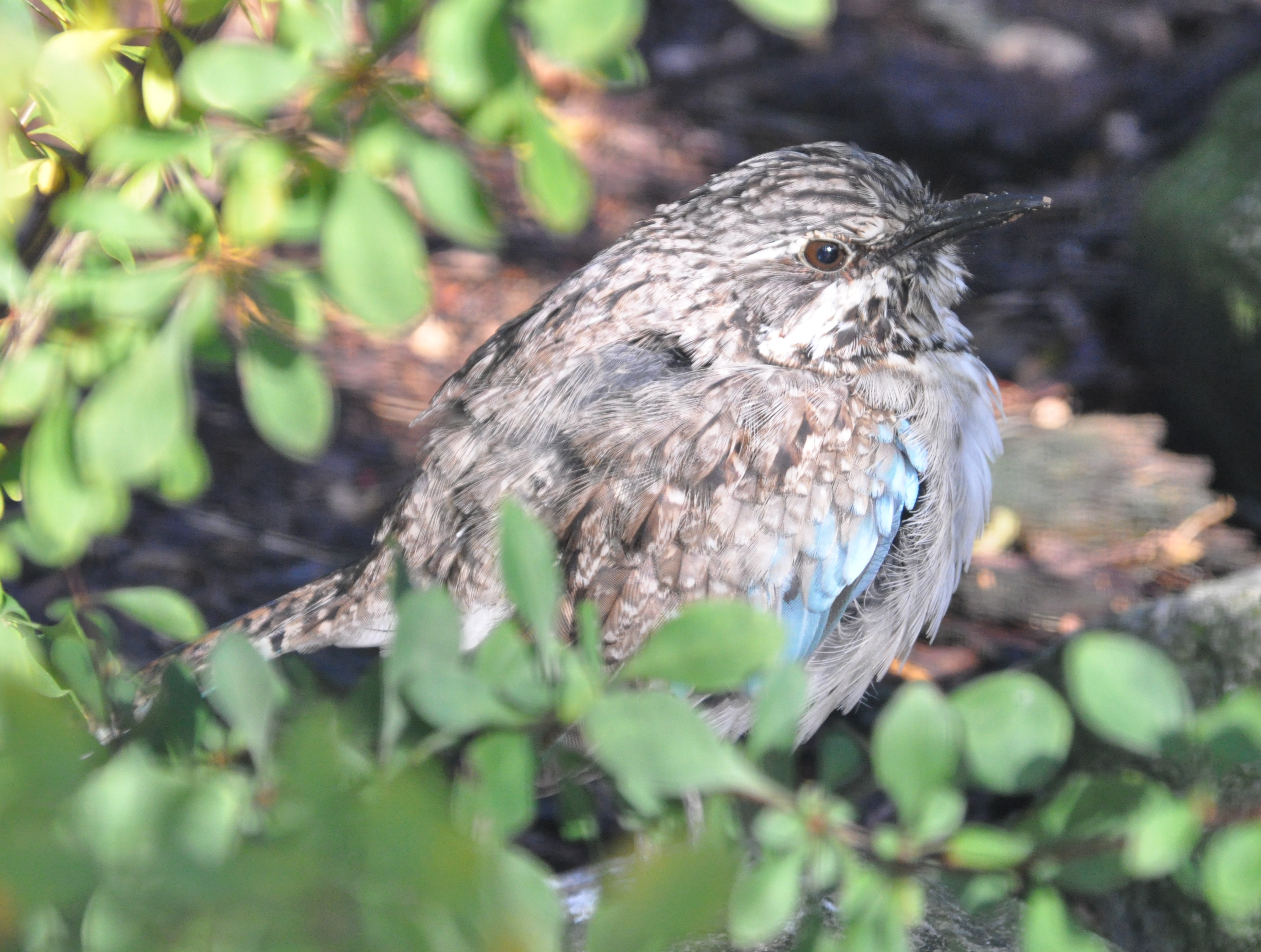
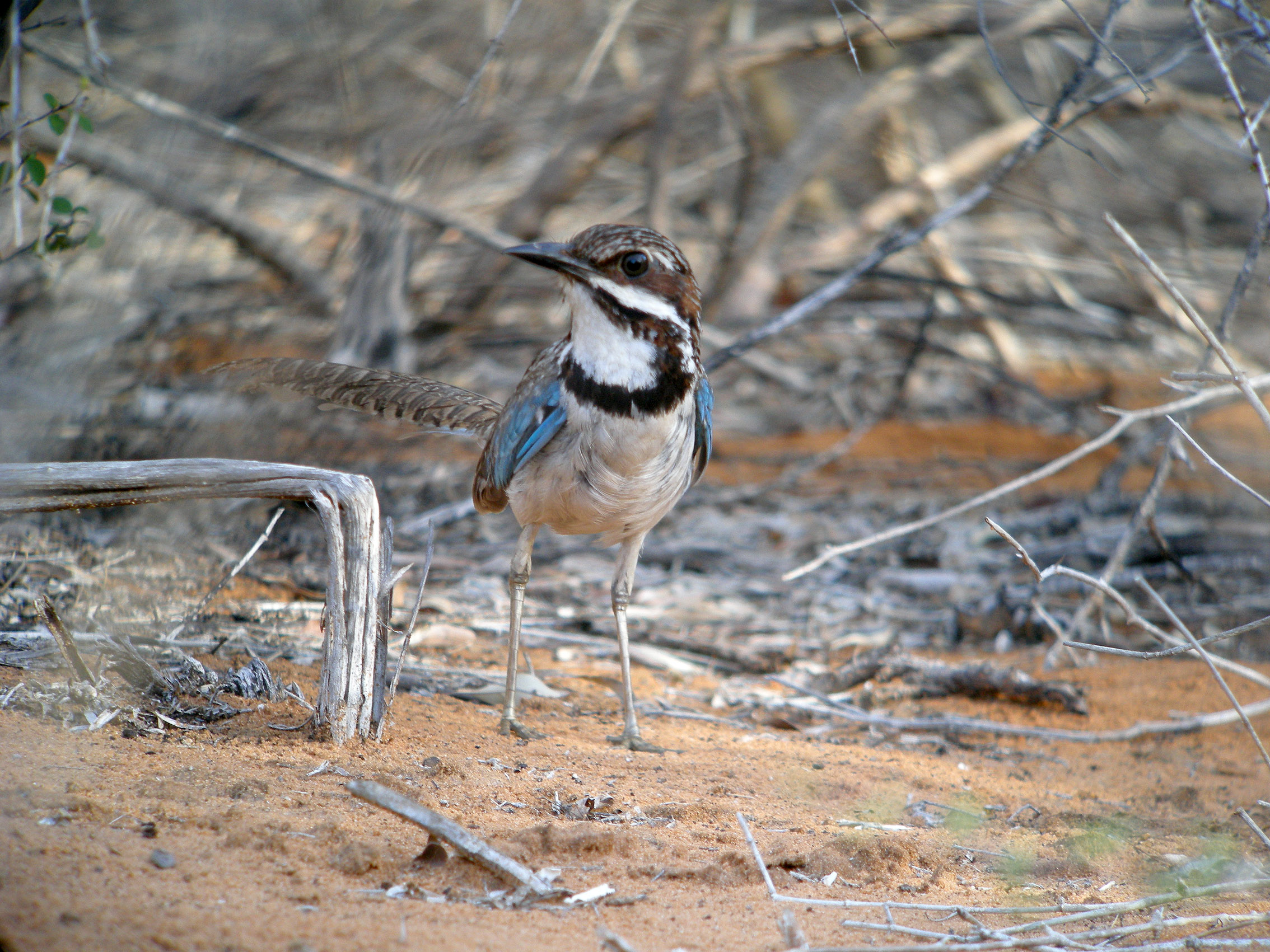
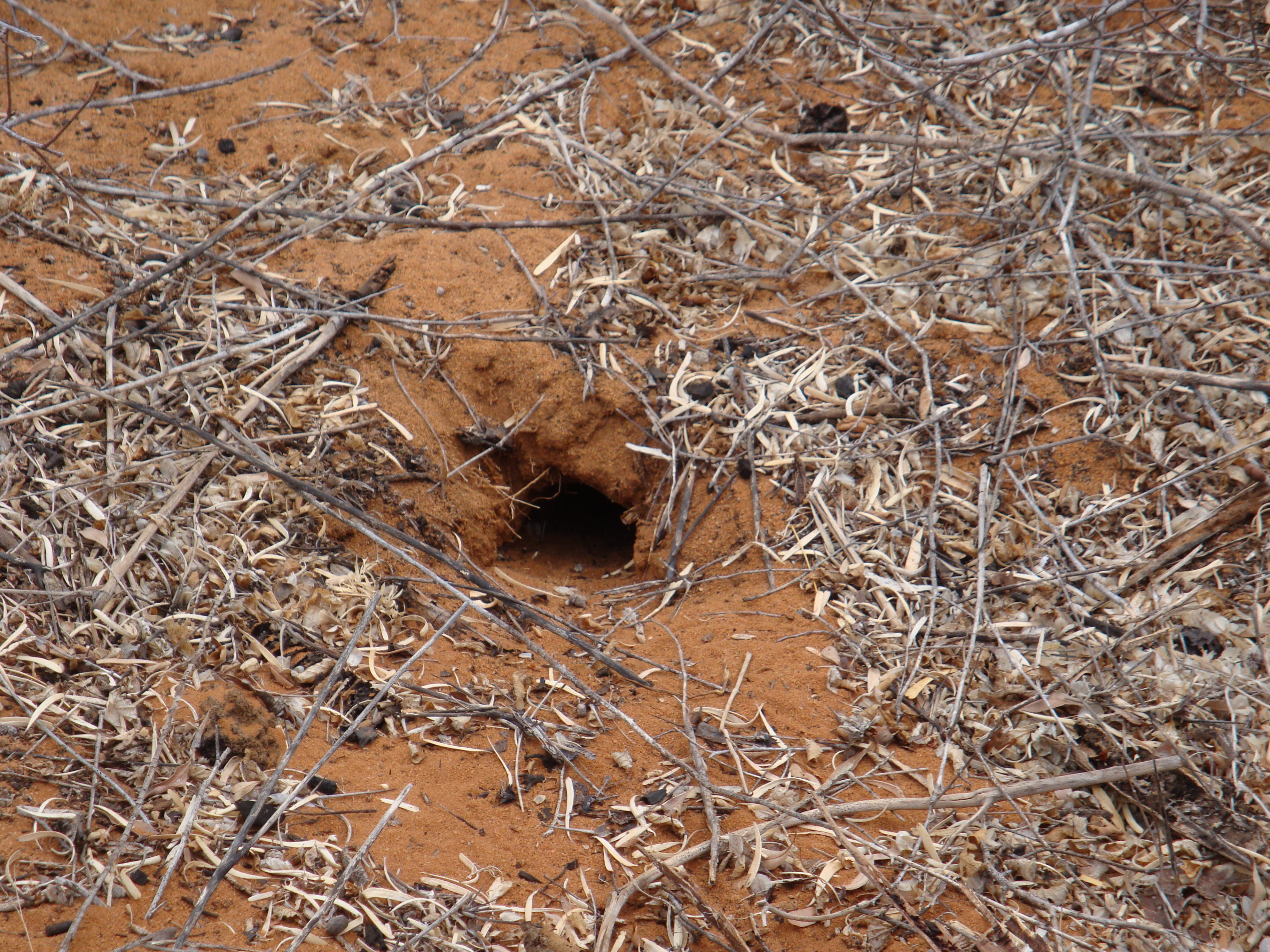
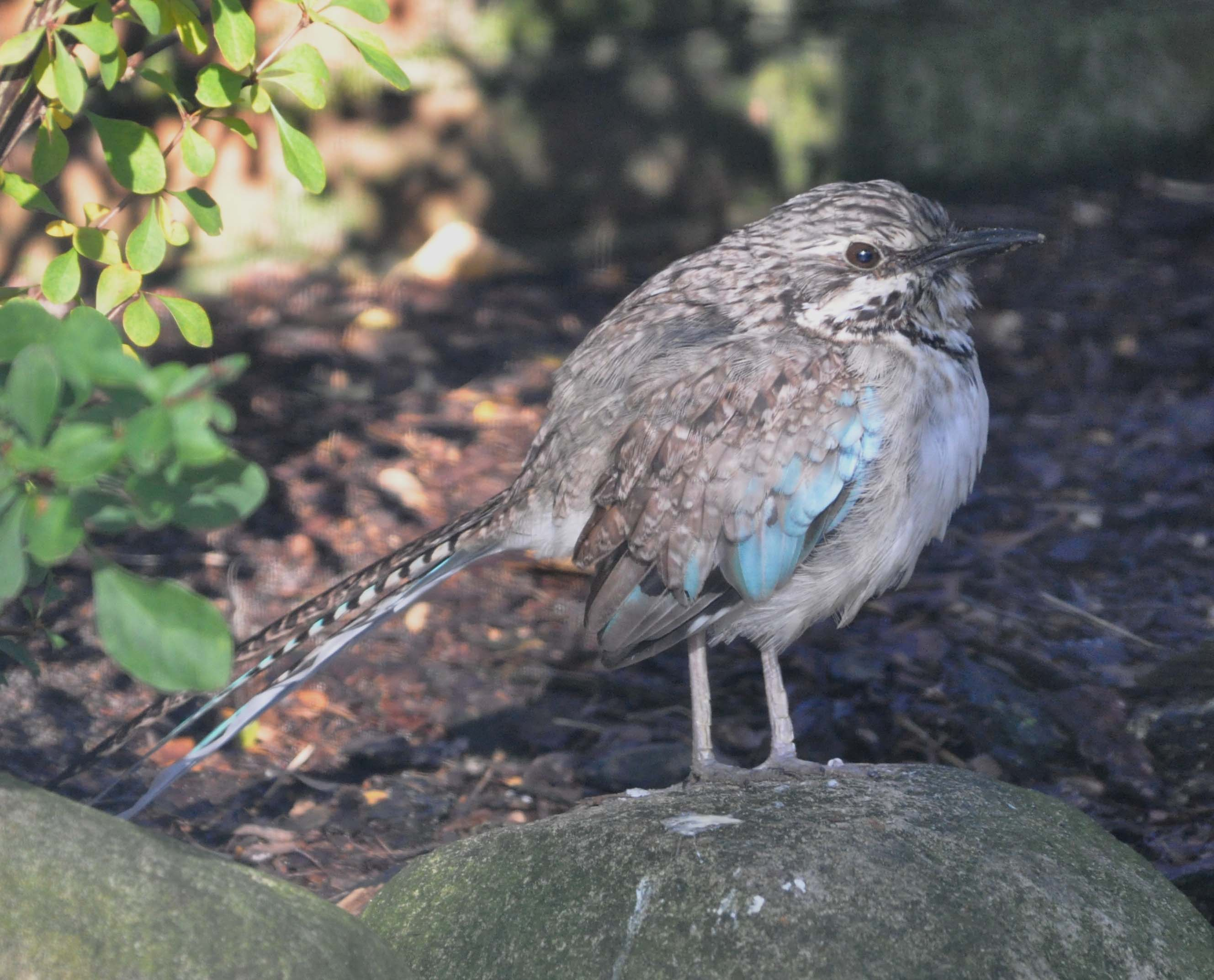